# Gonçalo Nunes
Gonçalo Nunes foi um navegador português do século XV.

## Biografia
Era criado de Vasco da Gama, participou na descoberta do caminho marítimo para a Índia, capitaneando a Nau dos Mantimentos, uma das quatro que compunha a armada de Vasco da Gama.

A nau não chegou ao seu destino tendo sido incendiada em São Braz.